# Haemulon striatum
Haemulon striatum es una especie de peces de la familia Haemulidae en el orden de los Perciformes.

## Morfología
• Los machos pueden llegar alcanzar los 28 cm de longitud total.

## Distribución geográfica
Se encuentra desde las Bermudas, Florida, al oeste de las Bahamas y el Golfo de México hasta el Brasil, incluyendo el Mar Caribe  y Antillas.